# Майтрея
Майтре́я (санскр. मैत्रेय, maitreya IAST, «Той, хто є любов»; палі: Меттея; також Майтрейя, Майтрі, Майдарі) — бодгісаттва, майбутній Будда, який прийде тоді, коли у світі буде зовсім мало дгарми, досягне повного просвітлення й навчатиме людей. Пророцтво про Майтрею є в священних текстах усіх головних напрямків буддизму, хоча його трактування в Тераваді та Махаяні дещо різне. Культ Майтреї найбільше розвинувся в Кореї, а також в різні періоди був значно поширений в Китаї, М'янмі та інших буддійських країнах. Віра в швидке пришестя Майтреї лежала в основі ідеології таємної секти Білого лотоса, що діяла в Китаї впродовж багатьох століть і кілька разів підіймала повстання, внаслідок яких змінювалися династії. Віра в Майтрею характерна також для теософських товариств.
Майтрея — санскритське ім'я бодгісаттви. Мовою палі, якою написано Палійський канон його ім'я — Меттейя. В обох варіантах ім'я походить від слова, що означає доброту. Ці імена споріднені також зі словом мітра, що означає друг. Аналогія з іранським Мітрою очевидна, і на неї часто звертають увагу при побудові різноманітних теорій та спекуляцій.

## Культ Майтреї
Майтрея (санскр.:"Люблячий"), Аджита (санскр.:"Непереможний"), — такі імена дані йому Буддами (див. Махапарініббана-сутта, гл. 5). Буддисти вірять, що Майтрея появиться на Землі, досягне повного просвітлення і буде навчати чистої дхарми.
Вже в Дігха-нікаї (III, 26) про нього говорится як про майбутнього будду, наступника Шак'ямуні. В одному з розділів Лаліта-вістари (V, 39) говориться, що Просвітленний (Будда Шак'ямуні), перш ніж зійти на землю з небес Тушіта, щоб стати Буддою, указав на бодгісаттву Майтрею як на свого спадкоємця і поклав на його голову свою діадему Бодгісаттви.
Майтрея — майбутній Вчитель людства, дає нове Вчення і є виразником Вчення Будди.
Культ Майтреї має давню традицію і особливо розвинений в Центральній Азії та Гімалаях, де на Його честь створено багато статуй (див. праці С. Ф. Ольденбурга, матеріали Центрально-Азійської експедиції М. К. Рериха), які споруджувалися вже за 350 років до н. е.
Одна з самих ранніх згадок імені Майтреї — санскритський текст «Майтреяв'якарана» (санскр. मैत्रेयव्याकरण, maitreyavyākaraṇa IAST) — «Пророцтво Майтреї», яке стверджує, що боги, люди та інші істоти будуть поклонятися Майтреї та втратять сумніви, і потоки уподобань їх вичерпаються: вільні від усіляких злиднів вони зможуть перетнути океан становлення, і, за вченням Майтреї, вони будуть вести святе життя. Ніколи більше вони не будуть розцінювати що-небудь як належне їм, нічого не буде для них, ні золото ні срібло, ні дім, ні близькі! Але будуть вести вони святе цнотливе життя під проводом Майтреї. Вони розірвуть мережу пристрастей і їм буде належати достаток радості і щастя за праведне життя їх.
Інша традиція пов'язує Майтрею безпосередньо з виникненням вчення махаяни. Відповідно до неї прославлений засновник буддійської школи Йогачара Асанга декілька разів навідував небеса Тушіта і там, в присутності майбутнього будди, досяг сутності махаяни.

### Небеса Тушіта
Будда Майтрея перебуває на Небесах Тушіта (санскр. तुषित, tuṣita IAST, «Сад Радості») в очікуванні, поки не настане час, сприятливий для Порятунку.
Небеса Тушіта — це четвертий знизу світ з шести Небес богів Світу Бажань (Світ Пристрастей, Камалока), як описано в сутрах. В світі Тушіта перевтілюються істоти, які дотримувалися п'ять заповідей: не вбивай, не кради, не перелюбствуй, не бреши, не вживай спиртні напої — а також зрощування добрими вчинками і медитацією безмірні стани свідомості: Любляче серце, Співчуття, Співрадість (Похвалу), Рівновага пробудженого Розуму (Безпристрастність) — іншими словами, ті якості, які складають сутність пробудженого розуму. В цьому світі перероджуються бодгісаттви. Згідно сутрам махаяни, Будда Шак'ямуні перед тим, як переродитися на Землі дві з половиною тисячі років тому, втілився на цих Небесах.

### Поява Майтреї
Поява Майтреї збігається зі становленням нової школи, яка перевершує вчення Будди Гаутами. Передбачено, що Майтрея досягне просвітлення за сім днів (мінімальний термін) завдяки підготовці протягом багатьох його життів (по аналогії з тим, що розповідається в розповідях Джатака про Будду Шак'ямуні).
Прихід Майтреї характеризується наступним природним явищем: океани зменшаться в розмірах, щоб Майтрея міг їх без труднощів перетинати. Крім того, людям відкриється істинна дгарма, щоб можна було створити новий світ.
Серед явищ, належних передвіщати появі останнього Будди, перераховуються також: припинення смерті, воєн, голоду, хвороб і вхід в нове суспільство терпимості та любові.

## Образ Майтреї в інших культурах
Деякою мірою образи Майтреї в інших віруваннях і культурах аналогічні: Калкі-Аватар (втілення Вішну в індуїзмі), Саош'янт в зороастризмі та Месія в релігіях народів світу.

## Іконографія

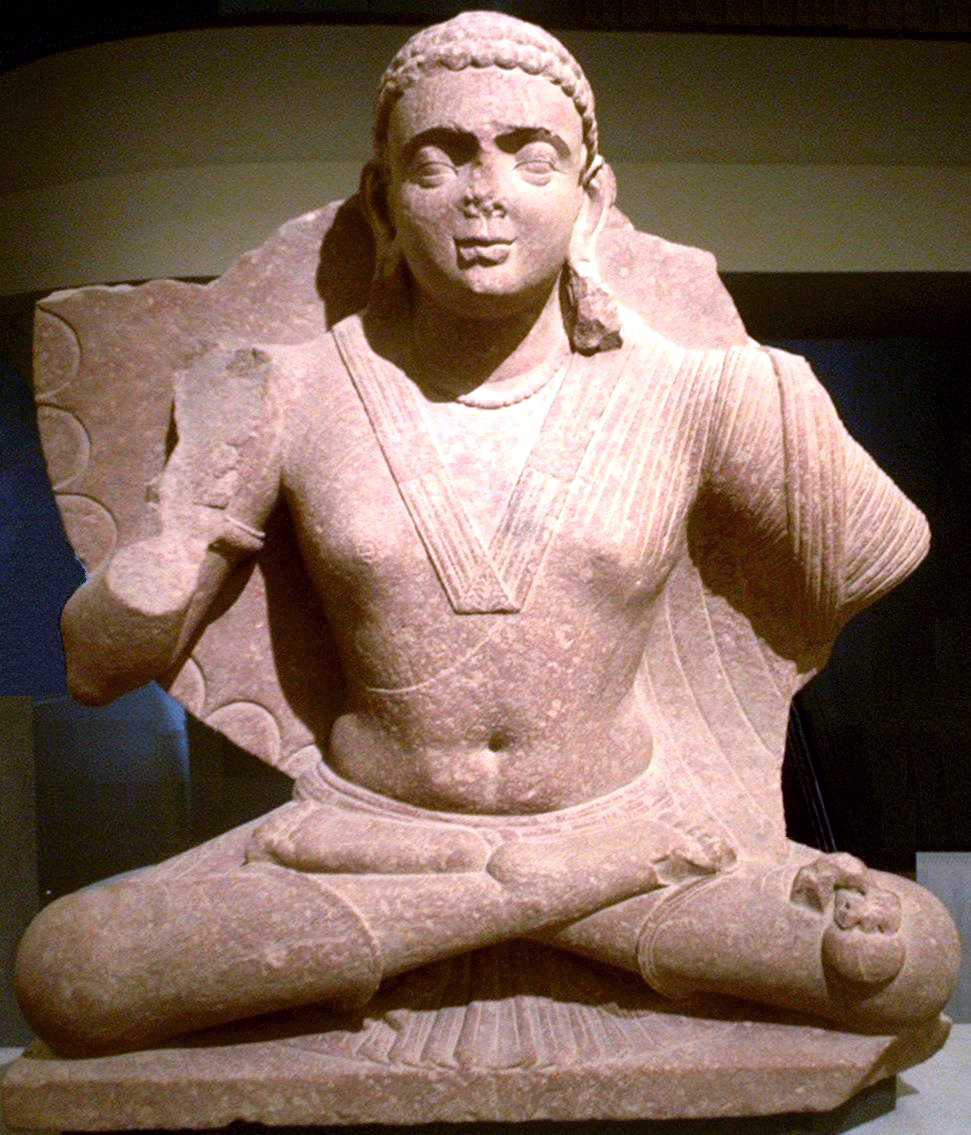
Бодгісаттва Майтрея (на лівому стегні — бутиль з водою), Матхура, II ст. н. е.

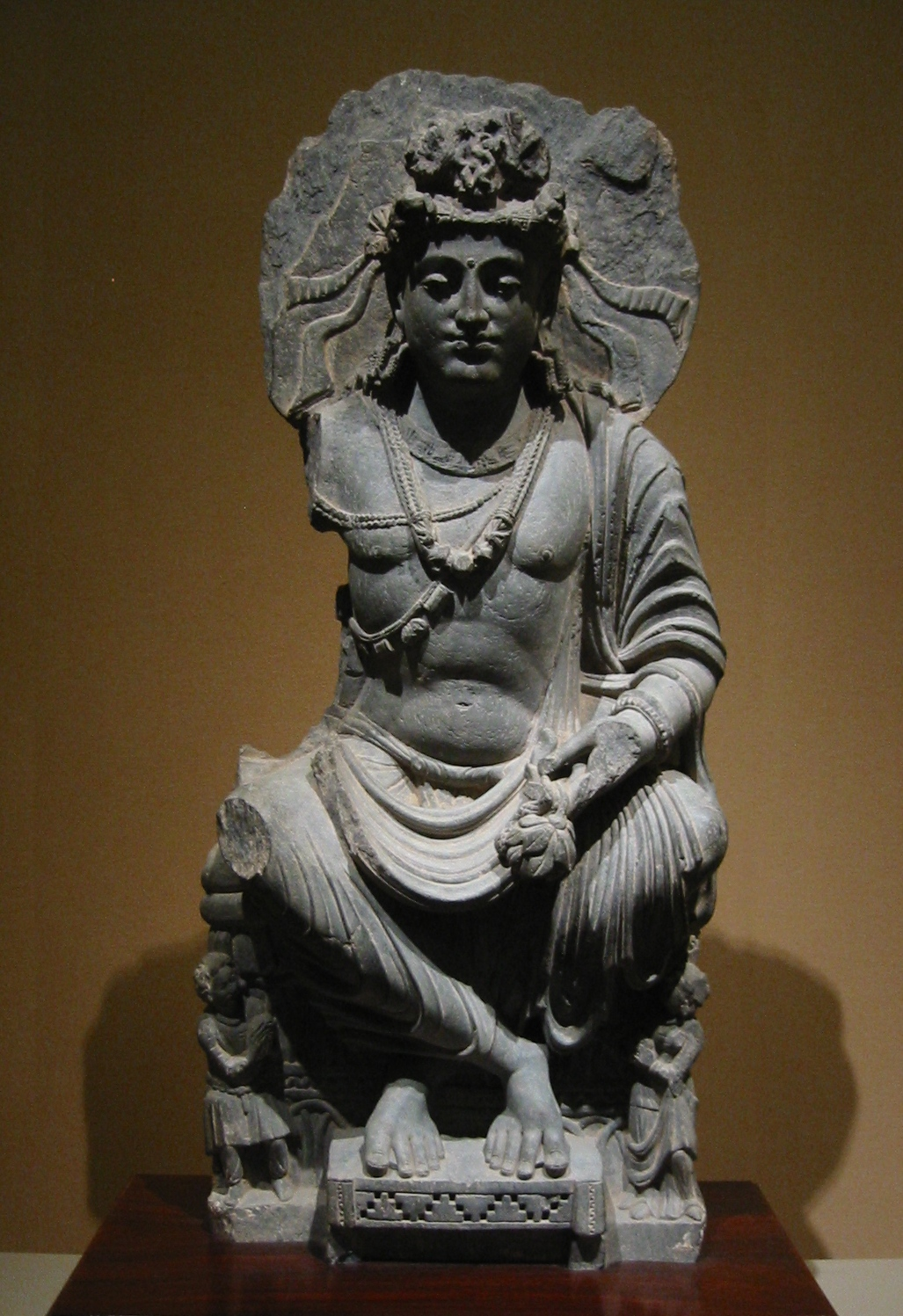
Майтрея, сидячий на троні «по-європейськи», з послідовником із Кушану.
II ст, Гандхара.

В іконографії Майтрею зображують в декількох формах. Часто він сидить на узвишші, схожим на стілець чи крісло. Іноді його зображують на білому коні. Часом його уявляють сидячим в традиційній позі Будди, з перехрещеними ногами, або в лалітасані (поза, коли одна нога звисає, опираючись іноді на менший лотос, а друга лежить так, як в звичайному положенні Будди).
Майтрея прибраний в прикраси. Якщо на його голові корона, то вона вінчається невеликою ступою (чайтья, чортен; спорудження, що символізує Всесвіт в буддизмі). Його тіло золотисто-жовтого кольору, він носить чернечий одяг. Руки складені в дгармачакра-мудрі (жест викладу буддійського закону). Зустрічається форма Майтреї з трьома обличчями і чотирма руками. Одна з його лівих рук тримає квітку нагкешвара (шафран), положення однієї з правих рук — варада-мудра (жест даруючого благо), дві других руки складені у грудях в дхармачакра-мудрі, чи в інших жестах.
В іконографії греко-буддійського мистецтва Гандхари, в перші століття нашої ери Майтрея був самим популярним персонажем, поряд х Буддою Гаутамою. В Китаї, культ Майтреї, ймовірно, був розвинений раніше культа будди Амітабхи (вже в III ст. н. е.)
В Східній Азії популярним зображенням Майтреї стало зображенням товстопузого «посміхаючогося будди» (кит. Будай чи яп. Хотей), яке зіставляє тему космічного месіанства з образом мирського благополуччя.

## Міфологічні паралелі
Ім'я Майтрея чи Меттея (палі (мова)) — похідне від слова майтрі (санскр. मैत्री, maitrī IAST) чи метта (палі (мова): mettā), що означає «добросердечність», яке, в свою чергу, походить від іменника мітра (санскр. मित्र, mitra IAST), мітта (палі (мова): mitta) — «друг».
Деякі дослідники вважають, що на культ Майтреї (який часто зображується сидячим «по-європейськи» на троні) вплинув зороастрійський культ бога Мітри, який асоціювався з Сонцем.[джерело не вказане 2530 днів]
Ряд дослідників вважають, що деякі ідеї зороастризму вплинули на культ Майтреї, зокрема, очікування небесного рятівника, необхідність вибору праведності і спасіння світу. З іншого боку, зазначені ідеї не є чимось унікальним ні для зороастризму, ні для культу Майтреї.[джерело не вказане 2530 днів]

## Образ Майтреї в живопису

### Серія картин «Майтрея» М. К. Рериха
Російський художник Микола Рерих присвятив серію своїх картин Владиці Майтреї. В серію «Майтрея» ввійшли картини: «Шамбала іде», «Кінь щастя», «Твердиня стін», «Прапор майбутнього», «Міць печер», «Шепоти пустині», «Червоні коні», «Майтрея Переможець». В 1926-му році під час завершення першого етапу Центрально-Азійської експедиції Микола Рерих прибув в Москву, де і залишив цю серію. В даний час картина «Майтрея Переможець» представлена в постійній експозиції Міжнародного Центра-Музею ім. М. К. Рериха, шість інших полотен — в експозиції Нижегородського художнього музею.